# Montjoie
Pour les articles homonymes, voir Montjoi et montjoie (pierre).
Montjoie (allemand : Monschau) est une ville d'Allemagne occidentale, située au sud d'Aix-la-Chapelle (Région urbaine d'Aix-la-Chapelle), et en bordure du plateau des Hautes Fagnes. La superficie de la commune est de 94,61 km2, pour une altitude comprise entre 350 à 650 mètres.
La ville est située dans la région de l'Eifel, dans l'étroite vallée de la Rour (ou Roer). Contrairement à de nombreuses autres villes allemandes, son centre historique du XVIIIe siècle ne fut pas détruit pendant la Seconde Guerre mondiale.

## Tisserands de Montjoie
Ses nombreuses maisons à colombages et ses toits d'ardoise en font une ville d'un grand intérêt architectural et touristique.
Montjoie était un pôle d’attractions pour les riches tisserands d’Europe. La Maison Rouge construite en 1760 est un exemple typique d’une demeure du XVIIIe siècle habitée par les riches tisserands.

## Toponymie
Montjoie serait un dérivé du germanique mundgawi (« protection du territoire ») qui aurait été mal traduit par le latin mons gaudii (« mont de la joie »). Ce toponyme désigne une colline artificielle, hauteur, butte ou simple tas de pierre, servant de repère aux voyageurs, et du haut desquels ils pouvaient apercevoir la direction de la route et le pays environnant.

## Histoire
| Appartenances historiques Duché de Juliers 1433-1797 République cisrhénane (Roer) 1797-1802 République française (Roer) 1802-1804 Empire français (Roer) 1804-1813 Royaume de Prusse (Province de Juliers-Clèves-Berg) 1815-1822 Royaume de Prusse (Province de Rhénanie) 1822-1918 République de Weimar 1918-1933 Reich allemand 1933-1945 Allemagne occupée 1945-1949 Allemagne 1949-présent |

Le château de Montjoie, qui surplombe la cité, date du XIIIe siècle. Il est mentionné pour la première fois en janvier 1198 par Mons loci. Il a été construit par le Duc de Limbourg avec le nom de Castrum in Munioie. En 1352, la cité reçoit sa charte. À partir de 1433, le château est propriété des ducs de Juliers. En 1543, l'empereur Charles Quint l'assiégea, le prit et pilla la ville. Le château resta cependant à la maison de Juliers jusque 1609, puis il fut intégré au Palatinat-Neubourg.
En 1795, la France prit la région, et sous son nom français de Montjoie, en fit un chef-lieu de canton. La région devint prussienne en 1815, et Monschau fut nommée capitale de district, le Kreis Montjoie.
Durant la Première Guerre mondiale, beaucoup de personnes souhaitaient que Montjoie soit annexée à la Belgique, car historiquement elle faisait partie de la zone wallonne et ne fut germanisée que par les Prussiens.
En 1918, Guillaume II germanisa son nom en Monschau de crainte que la ville ne devienne belge après la guerre.
Limite orientale de l'offensive alliée en décembre 1944, la ville fut une de celles qui servit de base arrière à la contre-offensive allemande lors de la bataille des Ardennes.
En 1972, la ville intégra plusieurs villages proches : Höfen, Imgenbroich, Kalterherberg, Konzen, Mützenich et Rohren.

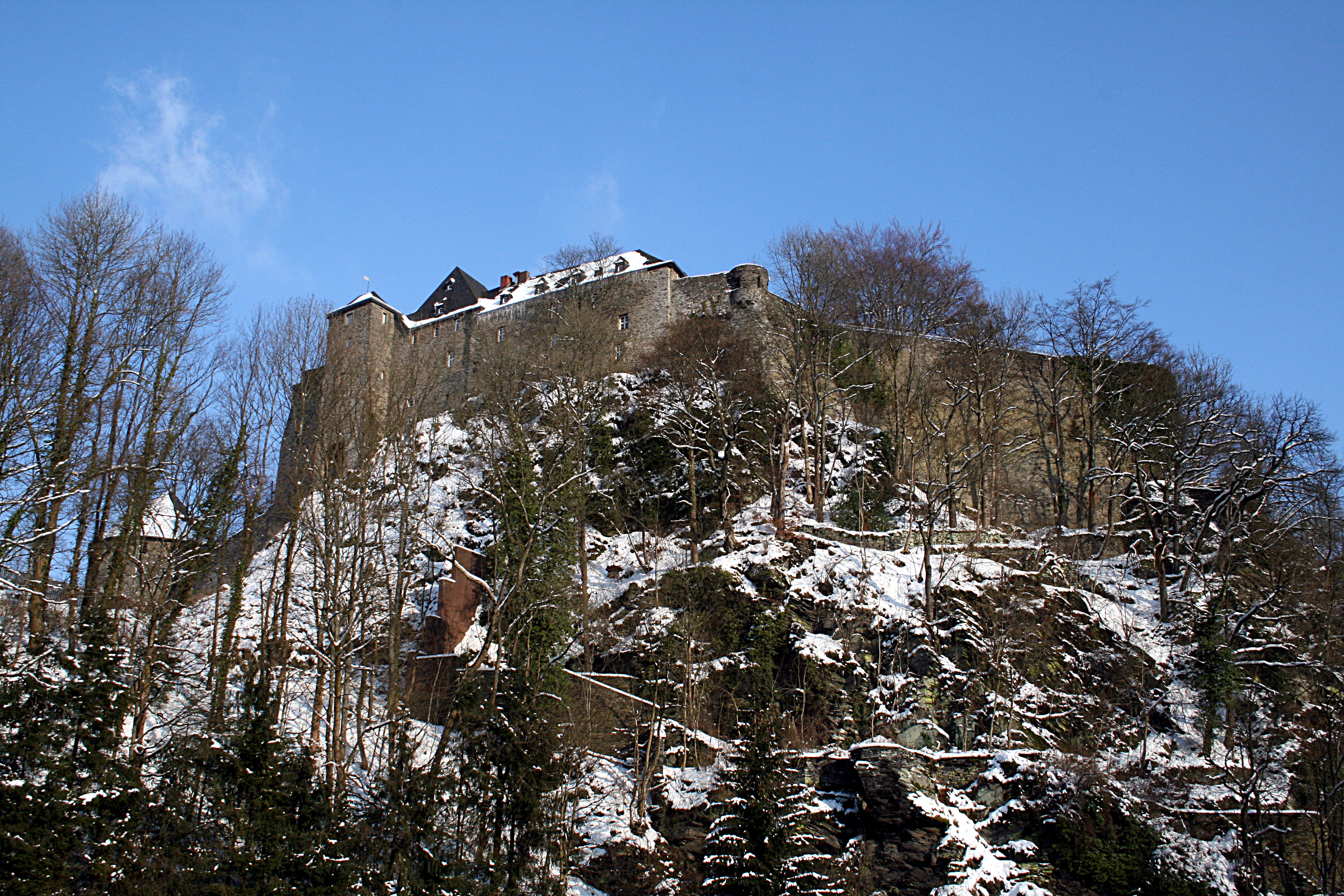
Le château des ducs de Juliers.
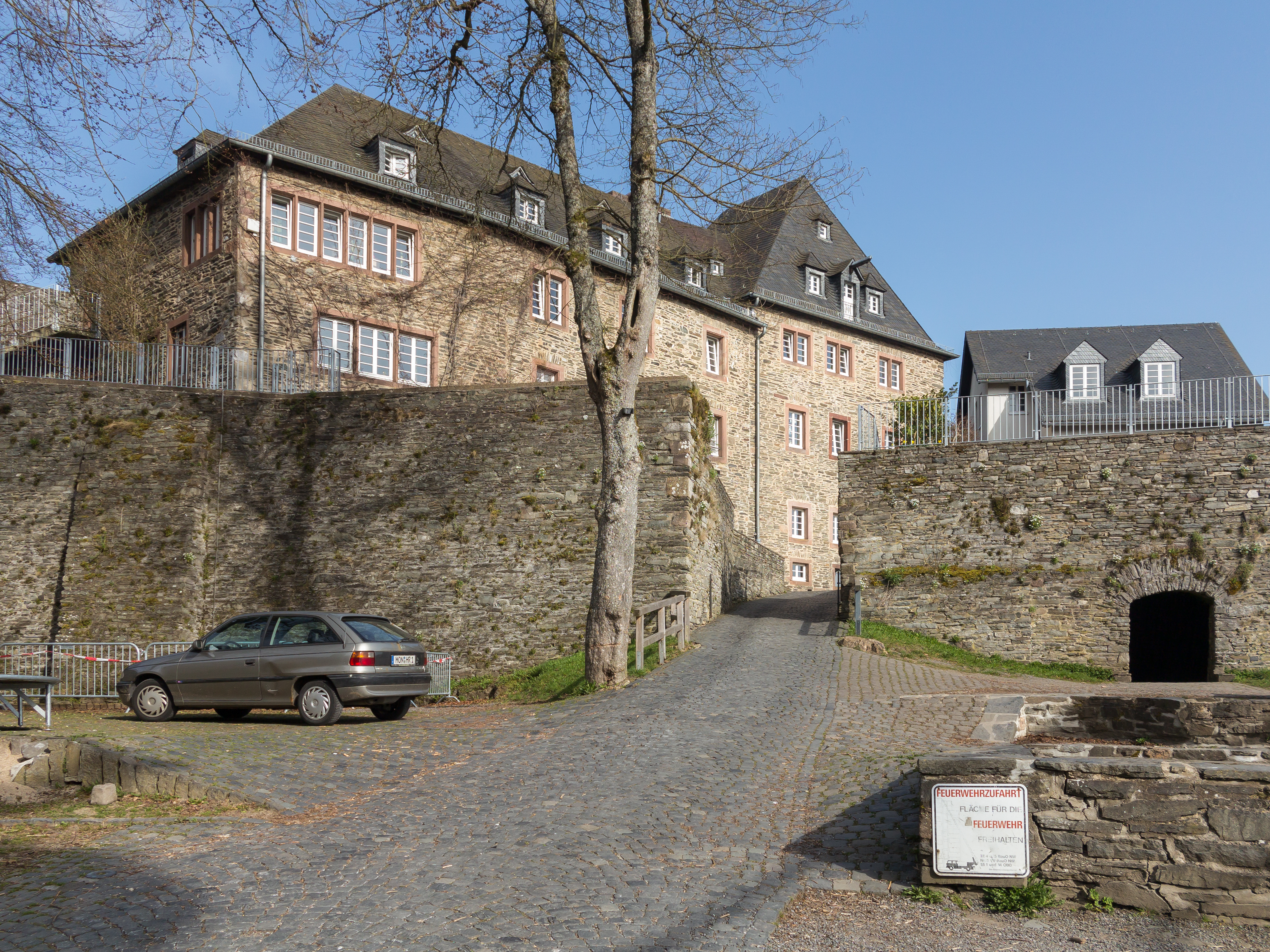
Burg Monschau-auberge jeunesse
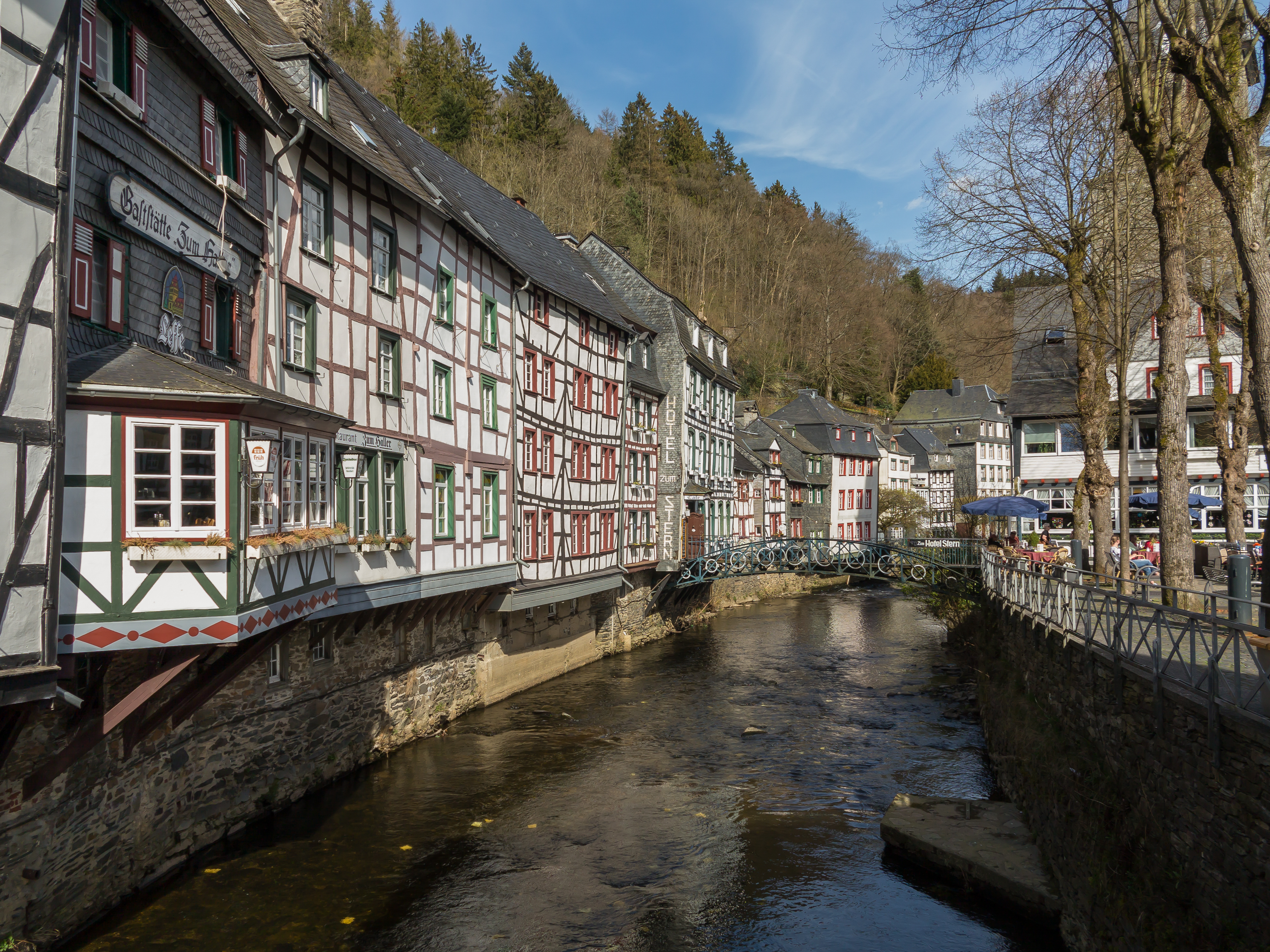
Maisons à colombages
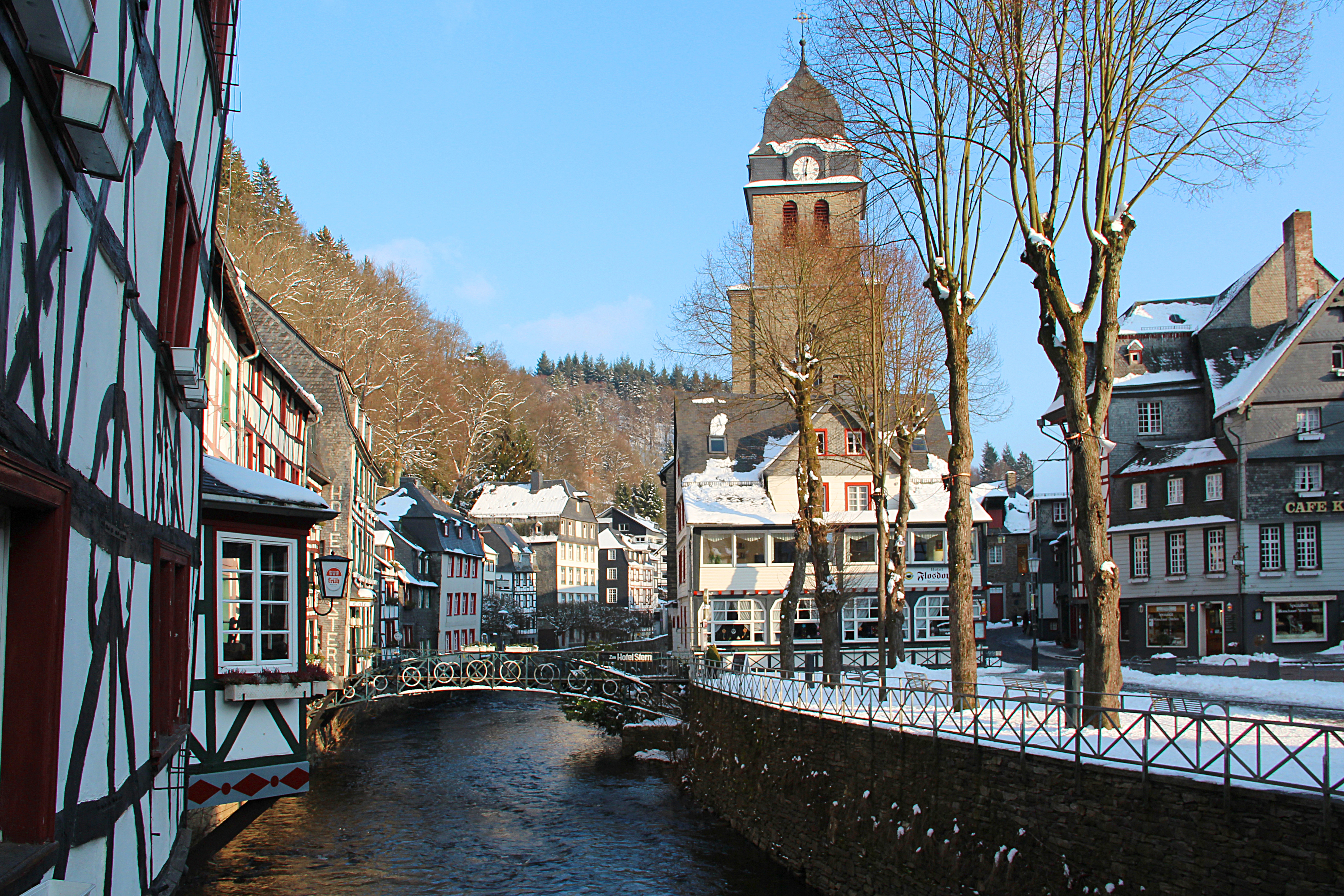
Centre historique de Montjoie à proximité de la Roer.
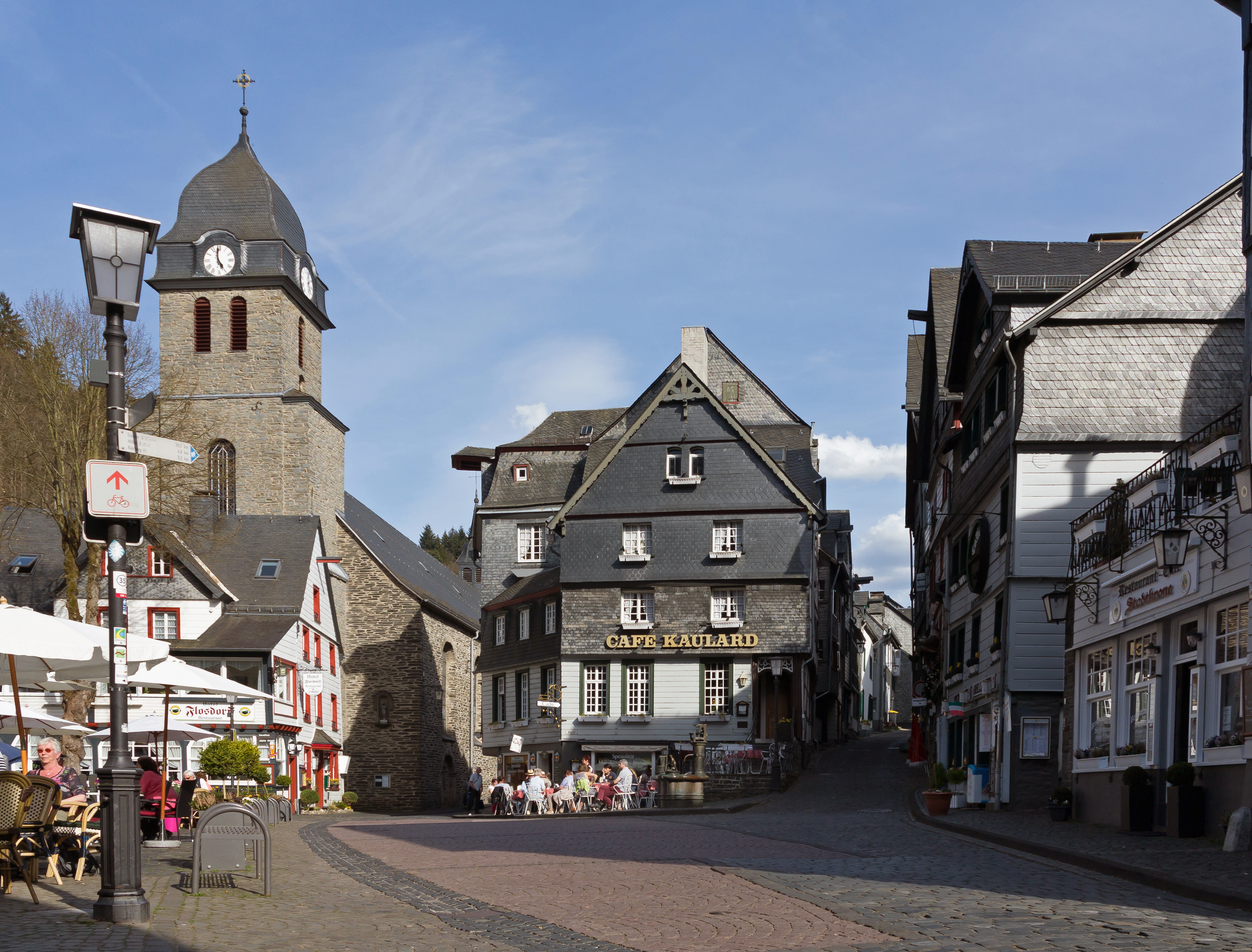
Vue sur le Markt
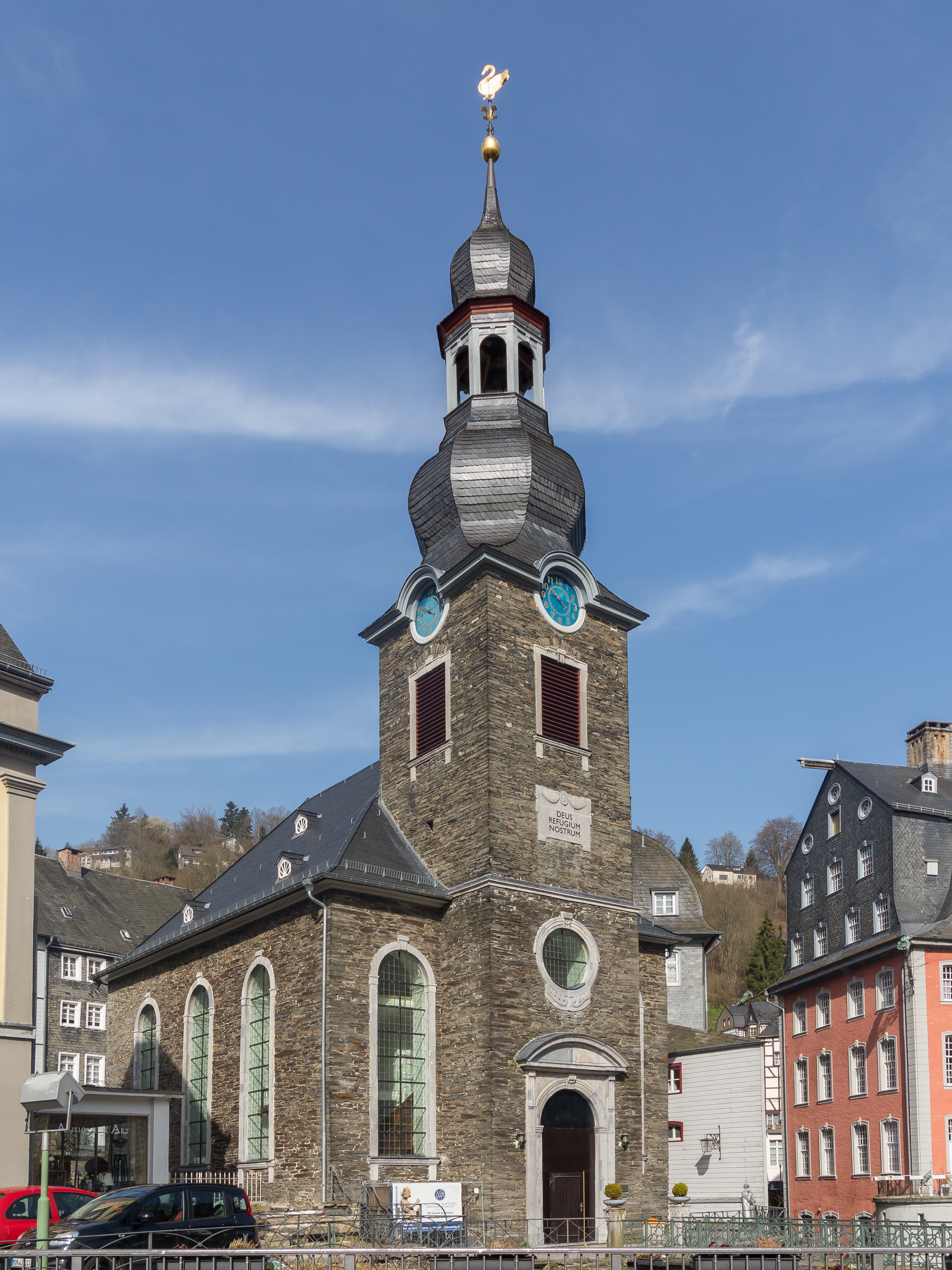
Église protestante
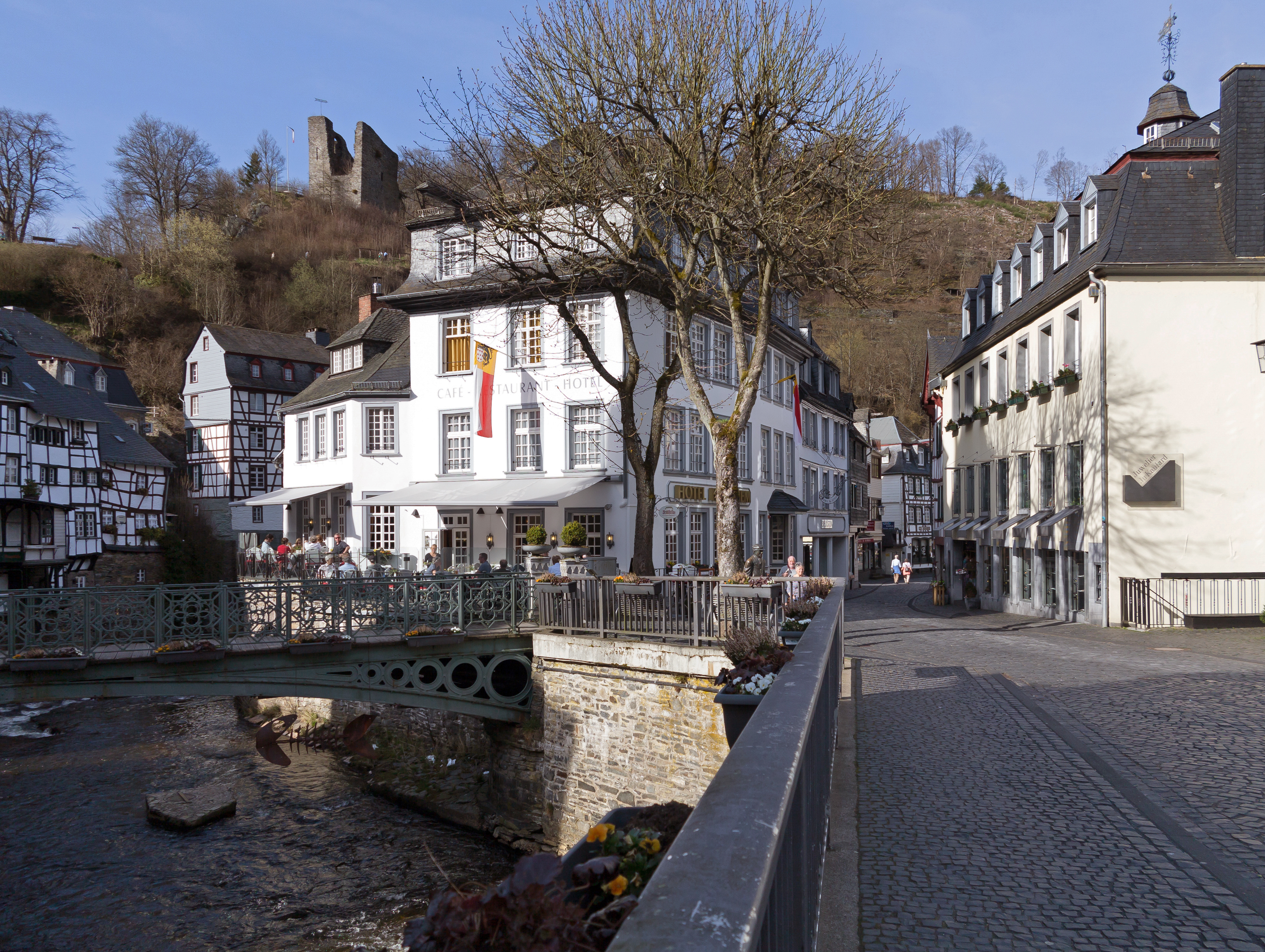
L'hôtel dans la rue
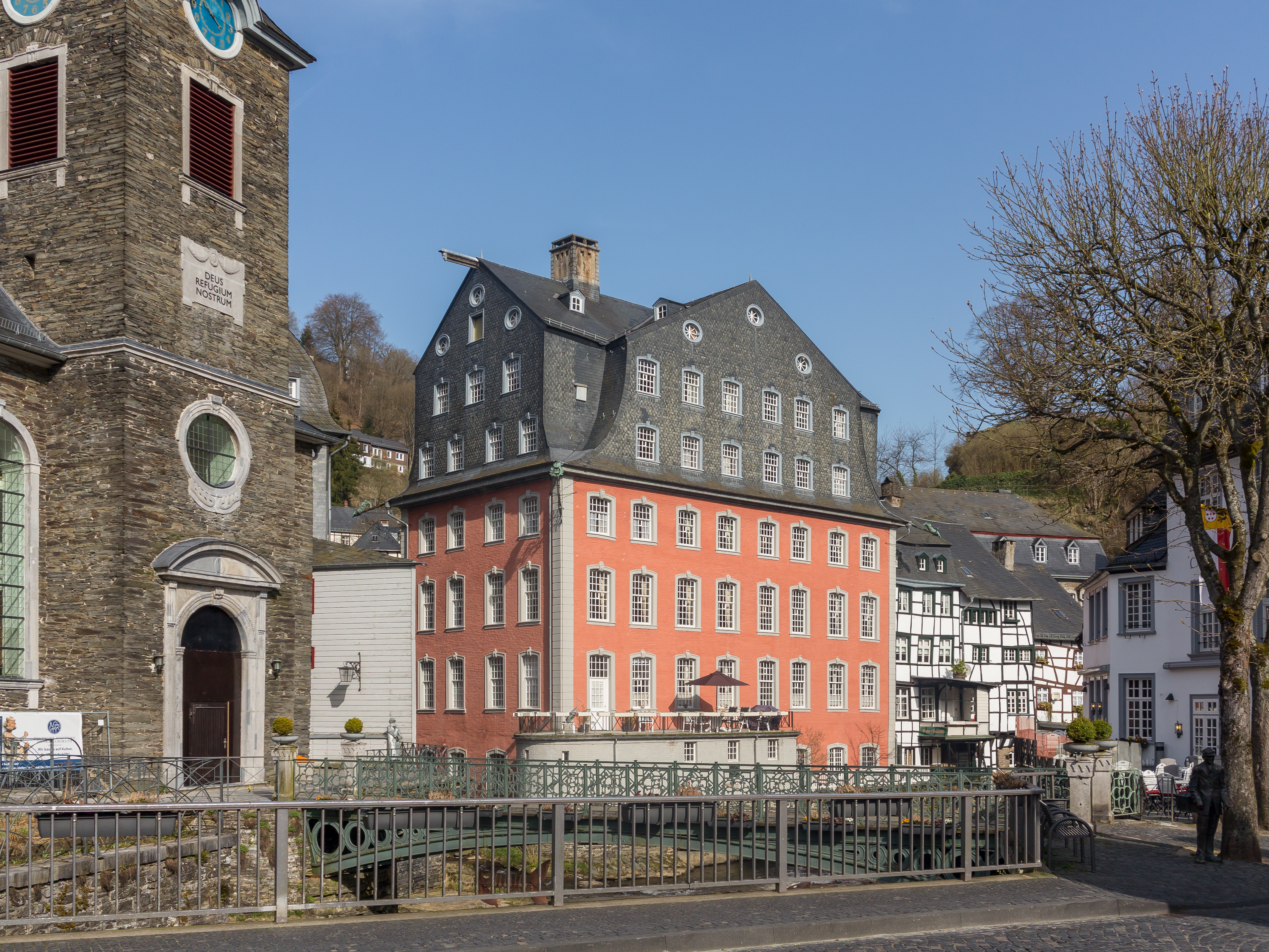
Bâtiment monumental : das Rote Haus (« la maison rouge »)
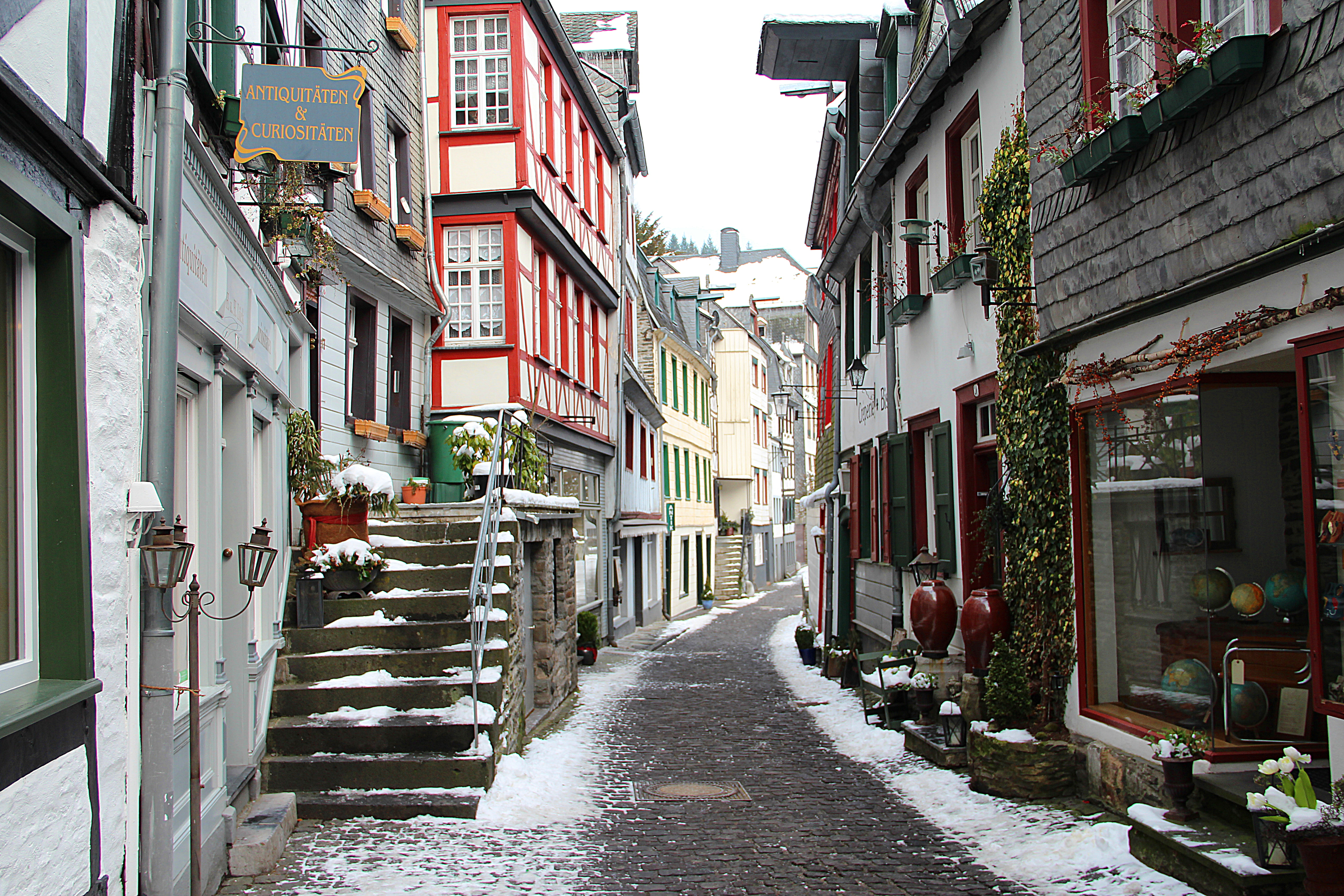
Maison à colombage de la Eschbachstraße.
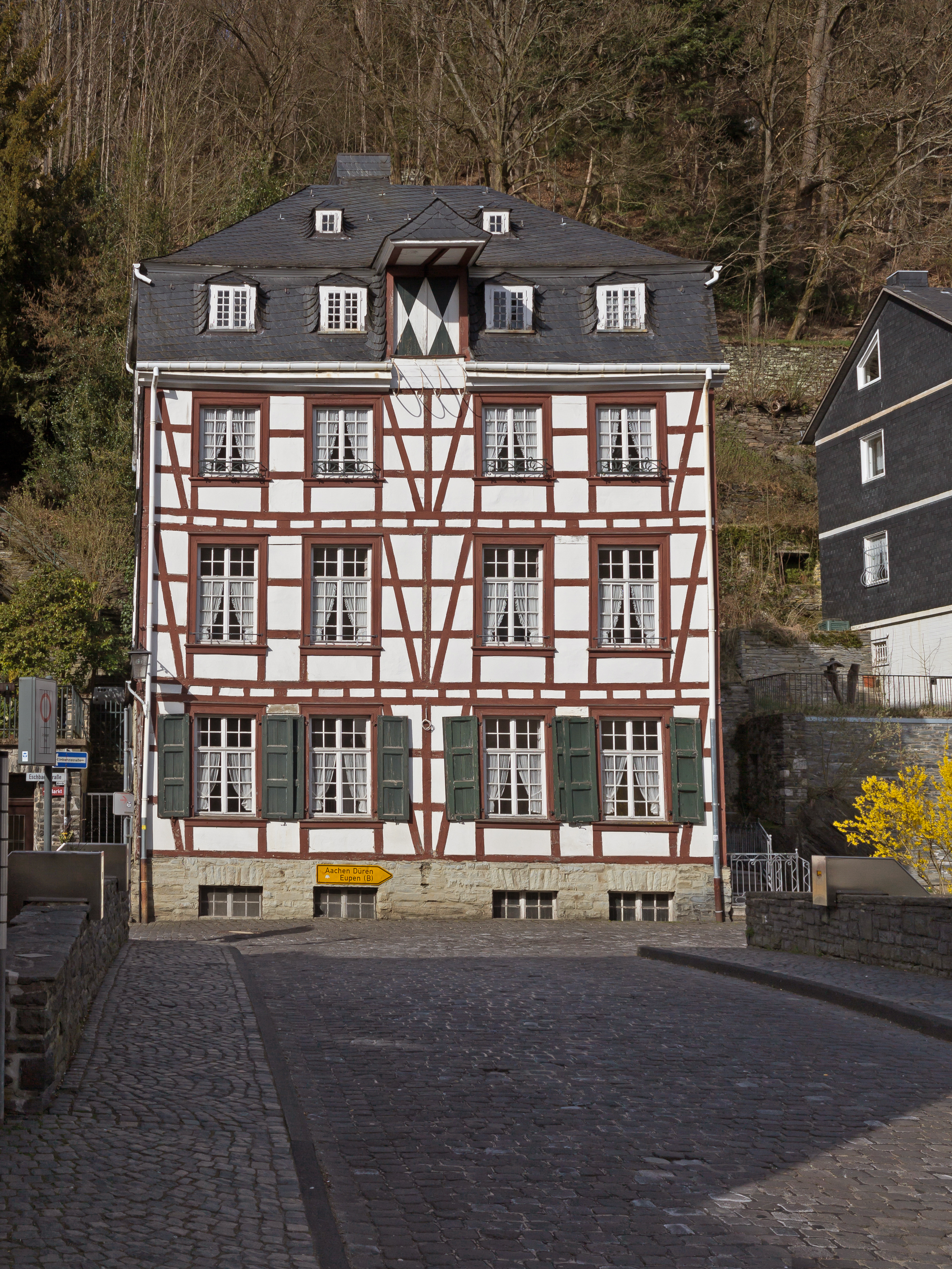
Maison à colombage de la Eschbachstraße
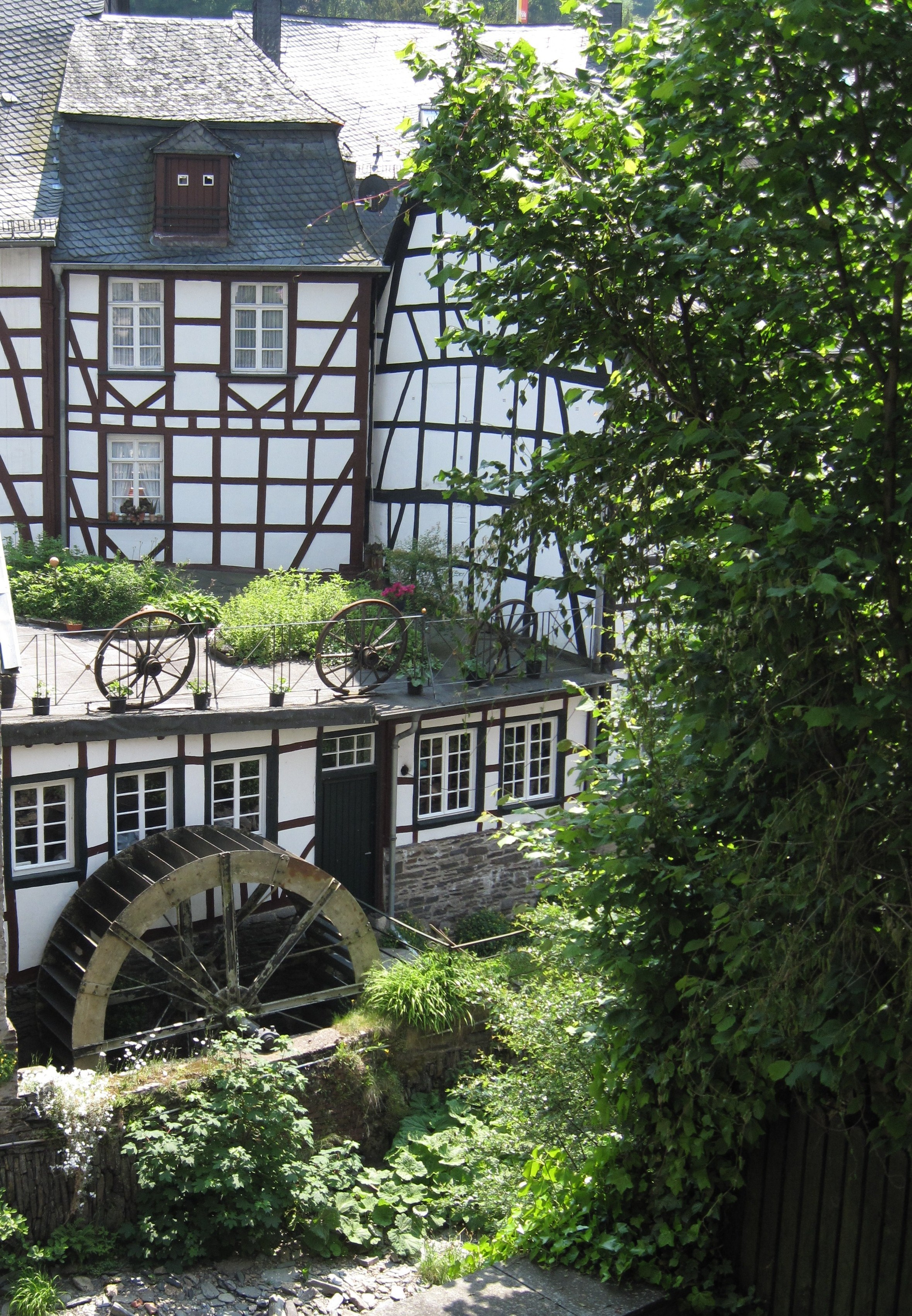
Roue de moulin et maison à colombages

## Jumelage
- Bourg-Saint-Andéol (France) depuis 1975

## Transports publics
La ville est notamment desservie par la ligne 385 des bus TEC au départ de la gare d'Eupen en Belgique.
La gare de Montjoie était située sur le chemin de fer des Fagnes Aix-la-Chapelle – Troisvierges aujourd'hui transformé en RAVeL, mais qui eut la particularité d'être sur la plus grande partie de son tracé, dans l'entre-deux-guerres et depuis 1945, un long ruban de territoire belge entouré à gauche et à droite par l'Allemagne. Bien que ce chemin de fer ait cessé toute activité, le chemin pour piétons et cycles qui l'a remplacé se trouve toujours « en Belgique », y compris les bâtiments de l'ancienne gare de Montjoie, transformés en un « lieu de repos RAVeL » accessible par l'arrêt d'autobus « Monschau Bahnhof » (Montjoie Gare) situé rue d'Eupen (Eupener Straße).

## Personnalités liées à la ville
- Hans Georg Weiss (1927-2008), homme politique mort à Montjoie.
- Horst-Ludwig Riemer (1933-2017), homme politique mort à Montjoie.
- Helmut Schwartz (1937-2007), homme politique mort à Kalterherberg.